# إل كاربيو
إل كاربيو (بالإسبانية: El Carpio)‏ هي قرية في مقاطعة بلد الوليد، قشتالة وليون، إسبانيا، على بعد حوالي 20 كم جنوب غرب مدينة ميدينا ديل كامبو.